# William Alden Smith
William Alden Smith, född 12 maj 1859 i Dowagiac, Michigan, död 11 oktober 1932 i Grand Rapids, Michigan, var en amerikansk republikansk politiker. Han representerade delstaten Michigan i båda kamrarna av USA:s kongress, först i representanthuset 1895-1907 och sedan i senaten 1907-1919.
Smith flyttade 1872 med sina föräldrar till Grand Rapids. Han studerade juridik och inledde 1883 sin karriär som advokat. Han var jurist för två järnvägsbolag, Chicago-West Michigan Railway och Detroit-Lansing Northern Railroad.
Kongressledamoten George F. Richardson kandiderade inte till omval i kongressvalet 1894. Smith vann valet och efterträdde Richardson i representanthuset i mars 1895. Han omvaldes sex gånger. Han blev 1900 ägare för järnvägsbolaget Lowell-Hastings Railroad.
Senator Russell A. Alger avled 1907 i ämbetet och efterträddes av Smith. Han satt i senaten först de återstående veckor av Algers mandatperiod och därefter två sexåriga mandatperioder. Smith kandiderade inte till omval i senatsvalet 1918 och efterträddes som senator av Truman H. Newberry.
Under månaderna april till maj 1912 höll senator Smith ett sjöförhör på hotellet Waldorf-Astoria i New York med anledning av ångaren Titanics förlisning där nästan 1500 personer hade mist livet. Trots att Smiths sjökunskaper var mycket ringa, kom detta förhör att spela en stor roll i utredningen eftersom man, till skillnad från de brittiska förhören, även kallade in vanliga passagerare också.  
Smith var även verksam som publicist och som styrelseordförande för ett ångbåtsbolag. Han gravsattes på Woodlawn Cemetery i Grand Rapids.